# Obora (Észak-plzeňi járás)
Obora település Csehországban, a Észak-plzeňi járásban. Obora Dobříč, Kaznějov, Koryta, Hromnice, Jarov és Plasy településekkel határos. Lakosainak száma 599 fő (2024. január 1.).

## Népesség
A település lakosságának változását az alábbi diagram mutatja:
| Lakosok száma | 455  | 478  | 613  | 600  | 530  | 450  | 549  | 562  | 569  | 599  |
|               | 1869 | 1890 | 1921 | 1950 | 1980 | 2001 | 2017 | 2019 | 2022 | 2024 |